# Cantur

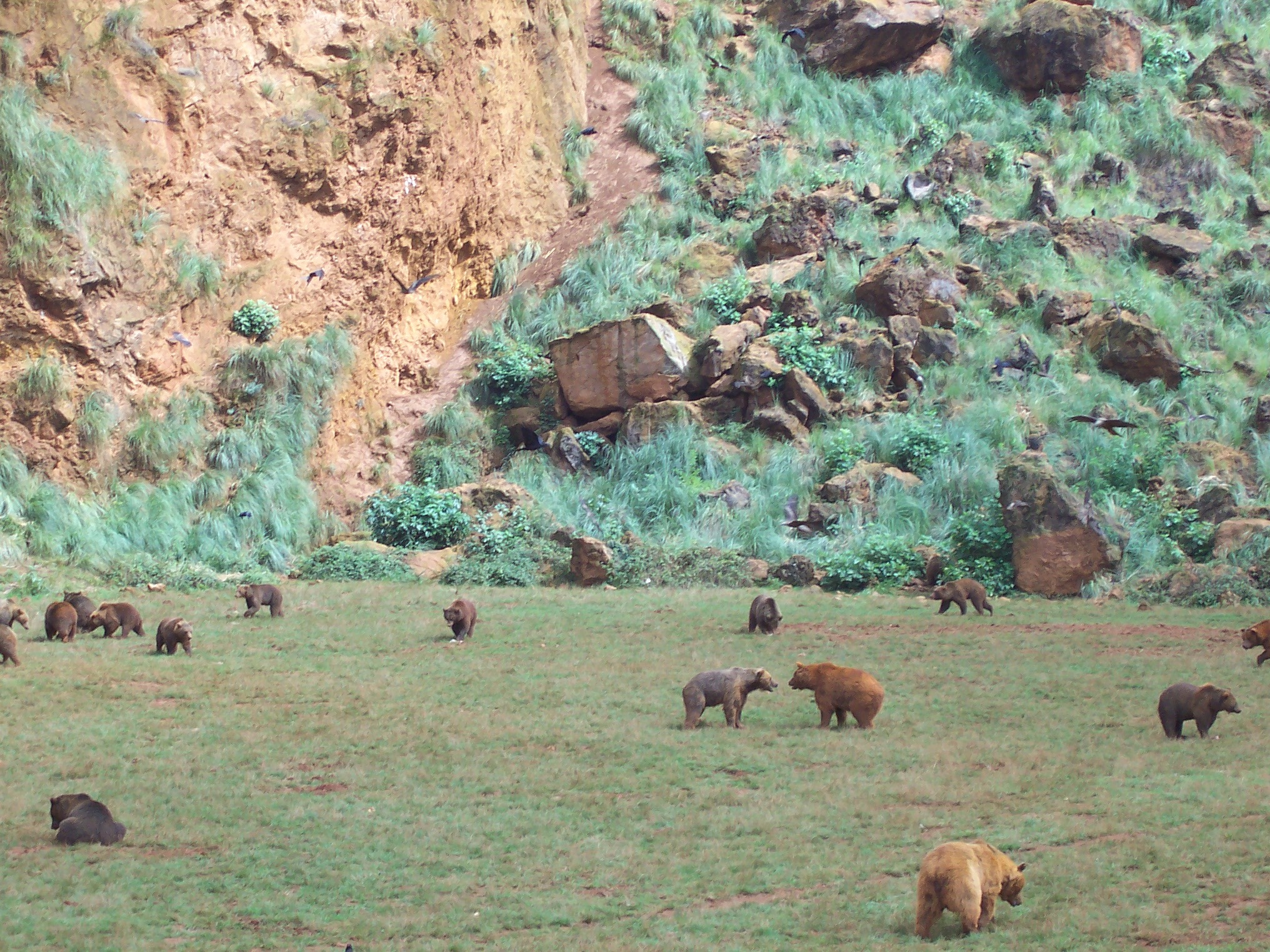
Osos en el Parque de la Naturaleza de Cabárceno.

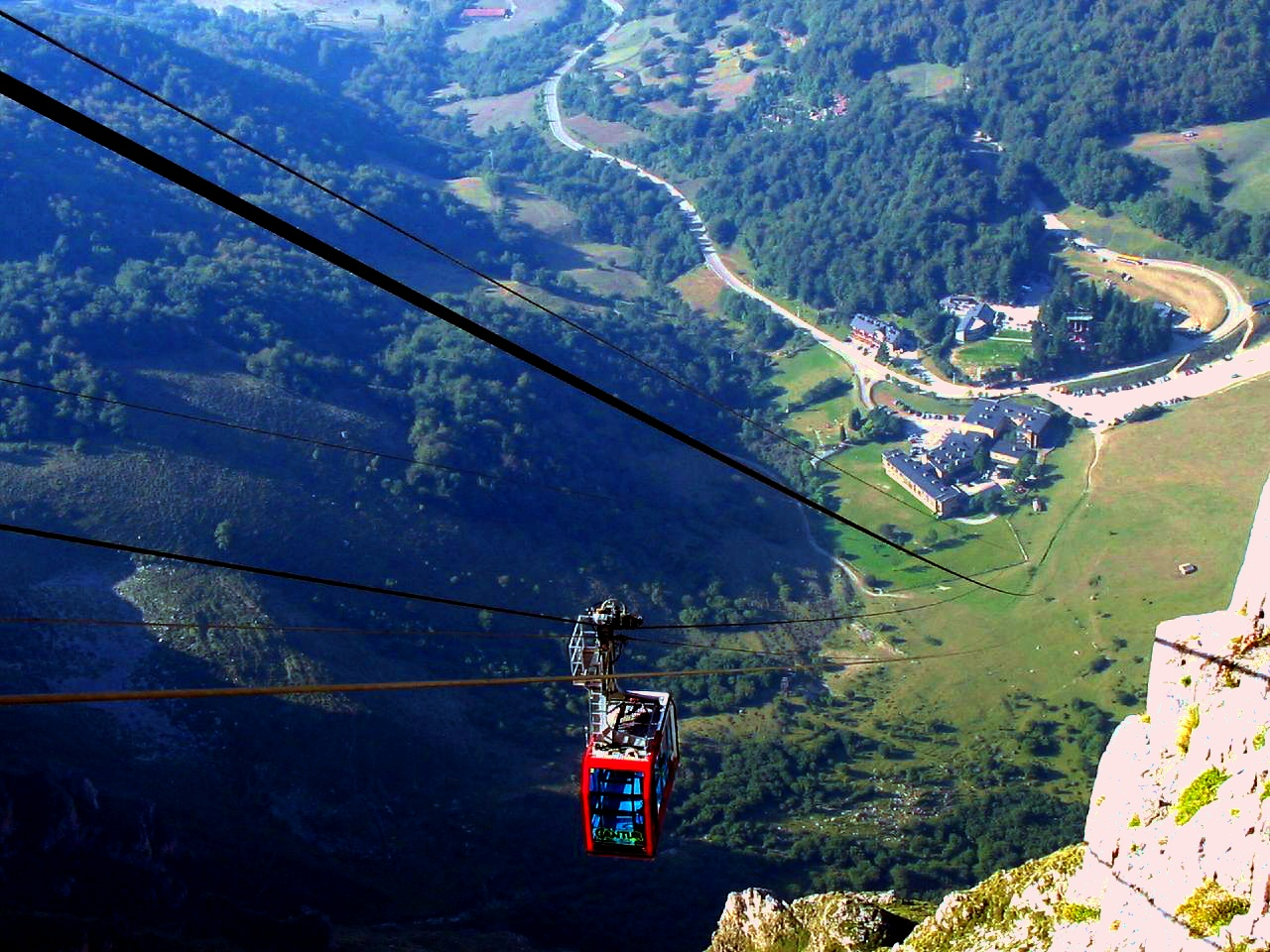
Teleférico de Fuente Dé.

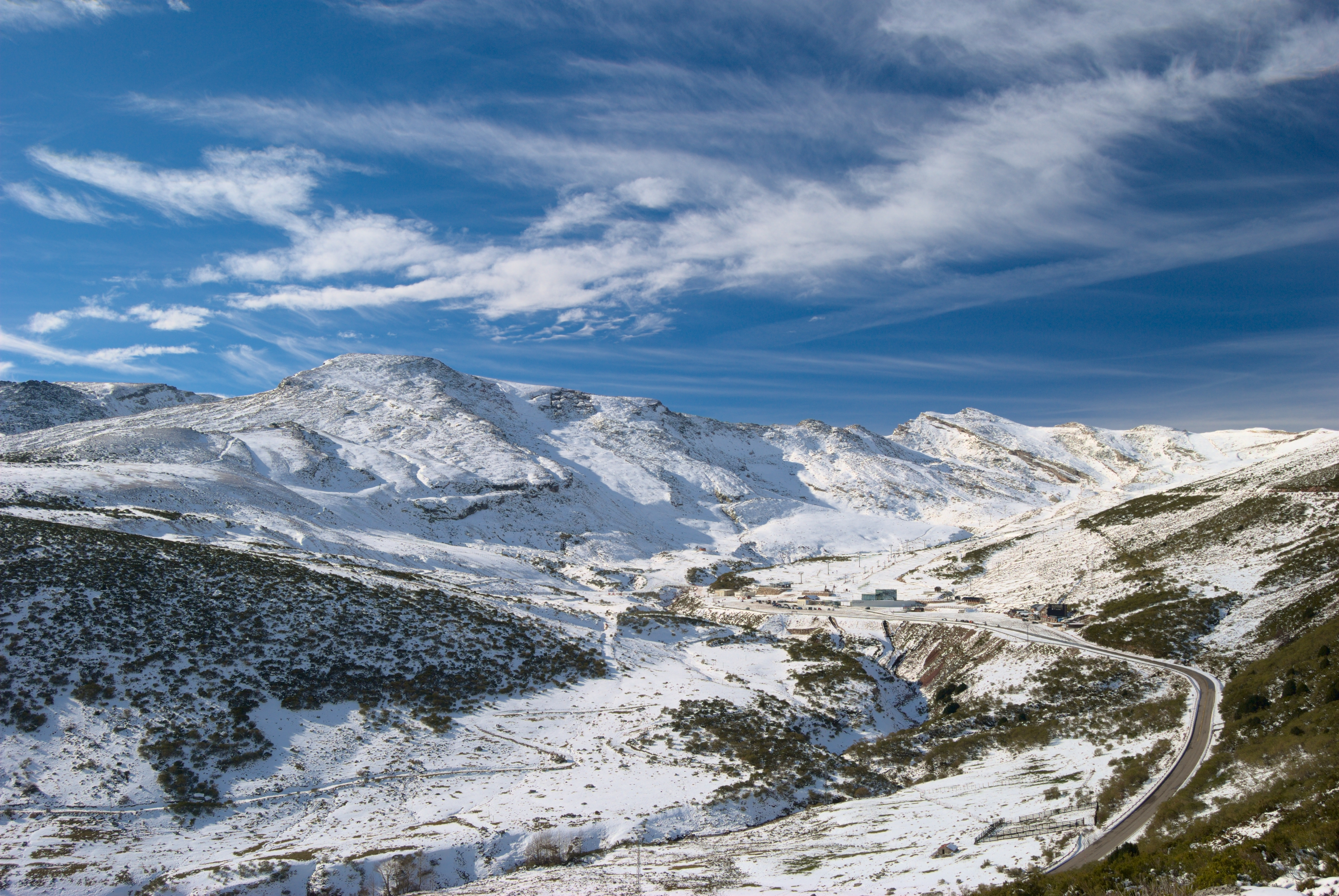
Estación de esquí de Alto Campoo.

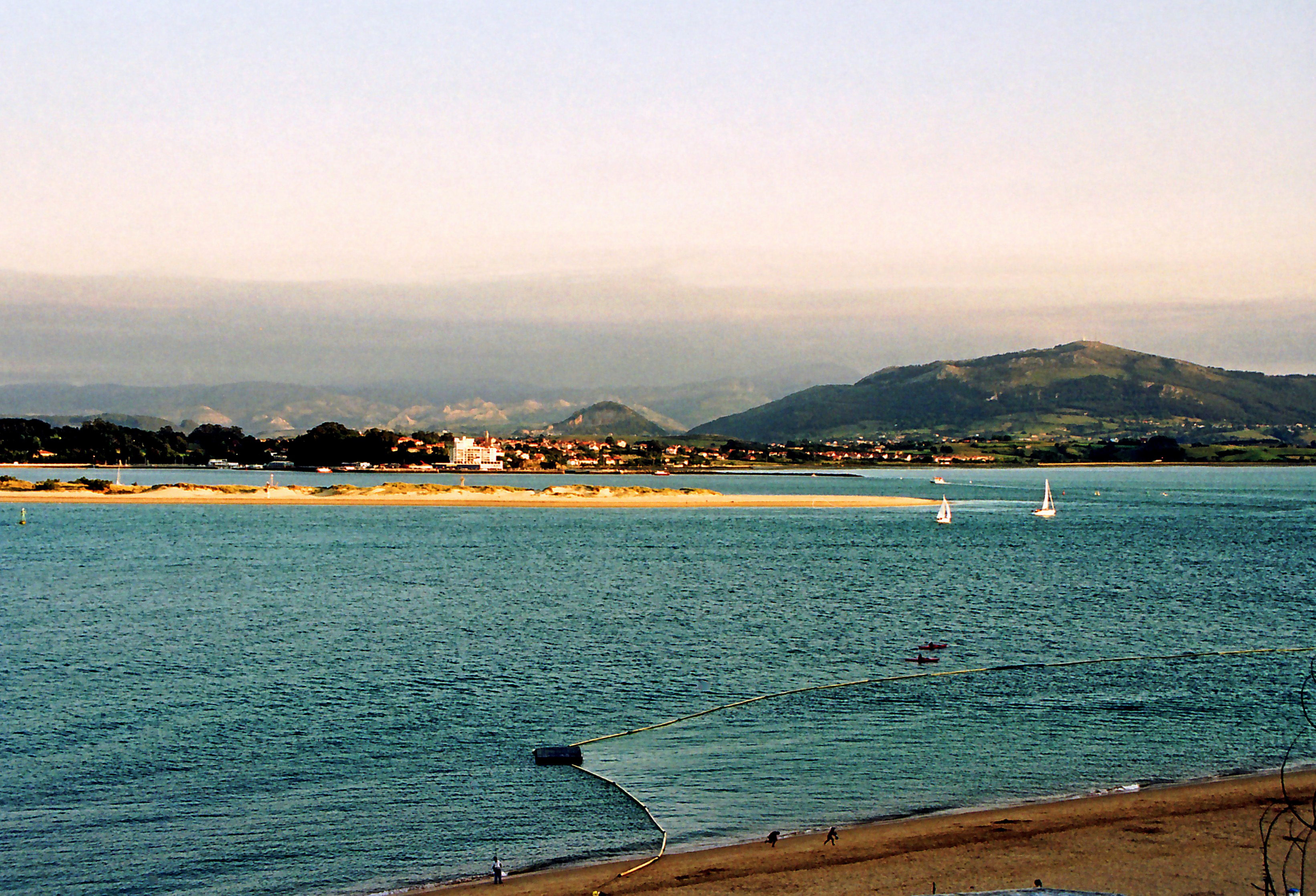
Bahía de Santander y al fondo Peña Cabarga.

Cantur (cuyo nombre oficial es Sociedad Regional Cántabra de Promoción Turística) es la empresa pública de promoción turística del Gobierno de Cantabria. Fue creada en el año 1969 con la finalidad de promover el turismo de naturaleza y de deporte, aunque actualmente cuenta con diversas instalaciones públicas de muy diferente tipo.

## Instalaciones
Actualmente, Cantur cuenta con las siguientes instalaciones turísticas:
- Parque de la Naturaleza de Cabárceno: situado a solo 15 km de Santander, es un gran parque zoológico al aire libre en el que los animales viven en un estado de semi-libertad. Es una de las instalaciones más visitadas y populares de CANTUR.
- Teleférico de Fuente Dé: se sitúa en la comarca de Liébana y da acceso a los Picos de Europa. Es utilizado frecuentemente por montañeros que acceden a través de él a diversas rutas de montaña. También es utilizado tanto por turistas que quieren contemplar las impresionantes vistas que hay desde lo alto del teleférico, como por los clientes del hotel Áliva, también de CANTUR, que tiene servicio de transferencia entre ambos puntos para los alojados.
- Estación de esquí y montaña de Alto Campoo: se encuentra en la comarca de Campoo-Los Valles. Es la única estación de esquí con la que cuenta Cantabria y una de las principales de las que hay en la Cordillera Cantábrica. Se sitúa sobre un antiguo valle glaciar y cuenta con 23 pistas de esquí y un circuito de esquí de fondo, así como zonas para la práctica de snowboard. La estación tiene unos 32 km esquiables.
- Hotel la Corza Blanca: se sitúa en Brañavieja, pueblo situado junto a la estación de Alto Campoo.
- Golf Abra del Pas: se encuentra junto al Mar Cantábrico, en la desembocadura del río Pas, por lo que el entorno del campo es realmente espectacular. Tenía 15 hoyos, aunque ha sido recientemente ampliado y cuenta con 18 hoyos.
- Golf Nestares: se encuentra en la localidad homónima, cerca de la ciudad de Reinosa y también próxima a la estación de Alto Campoo. Tiene 18 hoyos, par 72. Se encuentra rodeado de montañas, en un entorno espectacular.
- Museo Marítimo del Cantábrico: se encuentra en Santander y se trata de un museo y acuario sobre la fauna y flora del Mar Cantábrico. Además recoge exposiciones sobre la historia naval de Cantabria.
- Hotel Áliva: se encuentra en los Picos de Europa, pudiendo acceder a través de la localidad de Espinama o del propio teleférico de Fuente Dé, pues se encuentra muy próximo a él.
- Estación de Peña Cabarga: se encuentra al sur de la Bahía de Santander y es un gran mirador de toda la zona.[1]
- Restaurante Fontibre: se encuentra en la localidad de Fontibre lugar de nacimiento del río Ebro, en la comarca de Campoo-Los Valles.